# Edwin Hubble
|  | Per a altres significats, vegeu «Hubble». |

Edwin Hubble (anglès: Edwin Powell Hubble)  (Marshfield, 20 de novembre de 1889 - San Marino, 28 de setembre de 1953) va ser un dels més importants astrònoms nord-americans del segle xx, famós principalment per haver demostrat l'expansió de l'univers mesurant el desplaçament al roig de galàxies distants. Hubble és considerat com el pare de la cosmologia, encara que la seva influència en astronomia i astrofísica toca molts altres camps. En el seu honor, el telescopi llançat el 1990 s'anomena telescopi espacial Hubble.
El Hubble va demostrar que molts objectes que abans es pensava que eren núvols de pols i gas i classificats com a nebuloses eren en realitat galàxies més enllà de la Via Làctia. Va utilitzar la forta relació directa entre la lluminositat i el període de pulsació d'una variable Cefeida clàssica (descoberta el 1908 per Henrietta Swan Leavitt) per escalar distàncies galàctiques i extragalàctiques.
Hubble va confirmar l'any 1929 que la velocitat de recessió d'una galàxia augmenta amb la seva distància a la Terra, un comportament que es va conèixer com a llei de Hubble, tot i que havia estat proposat dos anys abans per Georges Lemaître. La llei de Hubble implica que l'univers s'està expandint. Una dècada abans, l'astrònom estatunidenc Vesto Slipher havia proporcionat la primera evidència que la llum de moltes d'aquestes nebuloses estava fortament desplaçada al vermell, indicatiu d'elevades velocitats de recessió.
El nom de Hubble és més reconegut pel telescopi espacial Hubble, que va rebre el seu nom en honor seu, amb un model destacat a la seva ciutat natal de Marshfield, Missouri.

## Biografia

### Primers anys i educació
Edwin Hubble va néixer el 1889, fill de Virginia Lee Hubble (de soltera James) (1864–1934) i John Powell Hubble, un executiu d'assegurances, a Marshfield, Missouri, i es va traslladar a Wheaton, Illinois, el 1900. En la seva joventut, es va destacar més per les seves habilitats esportives que per les seves habilitats intel·lectuals, tot i que va obtenir bones notes en totes les assignatures excepte en l'ortografia. L'Edwin era un atleta dotat que jugava a beisbol, futbol i atletisme tant a l'escola secundària com a la universitat. Va guanyar set primers llocs i un tercer lloc en una única competició d'atletisme de secundària l'any 1906, i va jugar diverses posicions a la pista de bàsquet, des de central fins a escolta. Hubble va dirigir l’equip de bàsquet de la Universitat de Chicago al seu primer títol de la Big Ten Conference el 1907.

### Estudis de grau
Els estudis de Hubble a la Universitat de Chicago es van concentrar en matemàtiques, astronomia i filosofia, la qual cosa va donar lloc a una llicenciatura en ciències el 1910. Durant un any va ser també estudiant ajudant de laboratori del físic Robert Millikan, futur guanyador del Premi Nobel. Hubble també es va convertir en membre de la fraternitat Kappa Sigma. Becari de Rhodes, va passar tres anys al Queen's College d'Oxford estudiant jurisprudència en comptes de ciències (com a promesa al seu pare moribund), i més tard va afegir estudis de literatura i espanyol, finalment va obtenir el seu màster.
El 1909, el pare de Hubble va traslladar la seva família de Chicago a Shelbyville, Kentucky, perquè la família pogués viure en una petita ciutat, i finalment s'instal·là a la propera Louisville. El seu pare va morir a l'hivern de 1913, mentre Edwin encara era a Anglaterra. L'estiu següent, Edwin va tornar a casa per tenir cura de la seva mare, les seves dues germanes i el germà petit, juntament amb el seu germà William. La família es va traslladar una vegada més a l'avinguda Everett, al barri de les Highlands de Louisville, per allotjar a Edwin i William.
Es va llicenciar el 1910. Els tres anys següents va cursar estudis de dret en Oxford. Hubble va prendre part com a soldat en la Primera Guerra Mundial.
Hubble era un fill obedient, que malgrat el seu intens interès per l'astronomia des de petit, va acceptar la petició del seu pare d'estudiar dret, primer a la Universitat de Chicago i després a Oxford. En aquest temps, també va fer alguns cursos de matemàtiques i ciències. Després de la mort del seu pare el 1913, Edwin va tornar al Midwest des d'Oxford, però no tenia la motivació per exercir l'advocacia. En canvi, va ensenyar espanyol, física i matemàtiques a la New Albany High School de New Albany, Indiana, on també va entrenar l'equip de bàsquet de nois. Després d'un any d'ensenyament de secundària, va entrar a l'escola de postgrau amb l'ajuda del seu antic professor de la Universitat de Chicago per estudiar astronomia a l'Observatori Yerkes de la universitat, on va rebre el seu doctorat el 1921. La seva tesi es titulava Investigacions fotogràfiques de nebuloses febles. A Yerkes, va tenir accés al seu refractor de 40 polzades construït el 1897, així com a un innovador refractor de 26 polzades.

### Estudis de doctorat

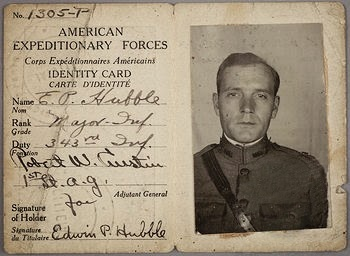
Targeta d'identitat del Hubble a les Forces Expedicionàries Americanes.

Després que els Estats Units declaressin la guerra a Alemanya el 1917 durant la Primera Guerra Mundial, Hubble es va afanyar a completar el seu doctorat per poder unir-se a l'exèrcit. Hubble es va oferir voluntari per a l'exèrcit dels Estats Units i va ser assignat a la recentment creada 86a Divisió, on va servir al 2n Batalló, 343è Regiment d'Infanteria. Va ascendir al grau de major, i es va trobar apte per al servei a l'estranger el 9 de juliol de 1918; la 86a Divisió es va traslladar a l'estranger, però mai va veure combat, ja que es va trencar i el seu personal es va utilitzar com a substituts en altres unitats. Després del final de la Primera Guerra Mundial, Hubble va passar un any a la Universitat de Cambridge, on va renovar els seus estudis d'astronomia.
George Ellery Hale, el fundador i director de l'observatori de Mount Wilson en les proximitats de Pasadena (Califòrnia), dependent de l'Institut Carnegie, li va oferir un lloc de treball en què va romandre fins a la seva mort, el 1953, a causa d'un accident. Hubble va ser el primer a utilitzar el telescopi Hale de l'observatori Mount Palomar.

## Vida personal
Hubble es va casar amb Grace Lillian (Burke) Leib (1889–1980), filla de John Patrick i Luella (Kepford) Burke, el 26 de febrer de 1924.
Hubble es va criar com a cristià protestant, però algunes de les seves declaracions posteriors suggereixen incertesa.

### Problemes de salut i mort
Hubble va tenir un atac de cor el juliol de 1949 mentre estava de vacances a Colorado. Va ser atès per la seva dona i va continuar amb una dieta i un horari de treball modificats. Va morir de trombosi cerebral (un coàgul de sang al cervell) el 28 de setembre de 1953 a San Marino, Califòrnia. No es va celebrar cap funeral per a ell i la seva dona mai no va revelar el seu lloc de sepultura.
Els papers de Hubble que comprenen la major part de la seva correspondència, fotografies, quaderns, quaderns d'observació i altres materials, es troben a la Biblioteca Huntington de San Marino, Califòrnia. Van ser donats per la seva dona Grace Burke Hubble a la seva mort el 1980.

## Polèmiques

### Acusacions sobre la prioritat de Lemaître
El 2011, la revista Nature va informar que el Hubble podria haver jugat un paper en la redacció de parts clau de la traducció anglesa de 1931 del document de Lemaître de 1927, que va formular el que més tard es va anomenar la llei de Hubble i també va donar proves observacionals. Els historiadors citats a l'article es mostraven escèptics que les redaccions formessin part d'una campanya per assegurar-se que Hubble mantingués la prioritat. No obstant això, l'astrònom observacional Sidney van den Bergh va publicar un article que suggeria que, tot i que les omissions podrien haver estat fetes per un traductor, potser encara havien estat deliberades.
El novembre de 2011, l'astrònom Mario Livio va informar a Nature que una carta que va trobar a l'arxiu de Lemaître demostrava que la redacció havia estat feta pel mateix Lemaître, que aparentment no veia cap sentit publicar contingut científic que ja havia estat informat el 1929 per Hubble. No obstant això, el fet és que Lemaître va publicar la llei en francès, dos anys abans del Hubble.

### Campanya per obtenir un Premi Nobel
Durant la vida de Hubble, el Premi Nobel de Física no va cobrir el treball realitzat en astronomia. Hubble va passar gran part de la darrera part de la seva carrera intentant que l'astronomia es considerés part de la física, en lloc de ser una ciència separada. Ho va fer en gran manera perquè els astrònoms, inclòs ell mateix, poguessin ser reconeguts pel Comitè Nobel per les seves valuoses contribucions a l'astrofísica. Aquesta campanya no va tenir èxit en vida de Hubble, però poc després de la seva mort, el Comitè del Premi Nobel va decidir que el treball astronòmic seria elegible per al premi de física. Tanmateix, el premi Nobel no s'atorga a títol pòstum.

## Honors
- Asteroide 2069 Hubble;
- El cràter Hubble a la Lluna;
- Telescopi espacial Hubble en òrbita;
- Planetari Edwin P. Hubble, situat a l'Edward R. Murrow High School, Brooklyn, Nova York;[34]
- Edwin Hubble Highway, el tram de l'Interstate 44 que passa pel seu lloc de naixement de Marshfield, Missouri;[35]
- Hubble Middle School, una escola pública de Wheaton, Illinois, on va viure a partir dels 11 anys.[36] (L'afirmació que hauria guanyat el Premi Nobel el 1953 és probablement falsa, tot i que va ser nominat per al premi aquell any.)

Els altres científics de la fitxa American Scientists són Gerty Cori, bioquímica; Linus Pauling, químic, i John Bardeen, físic.

## Obra
La seva arribada a Mount Wilson va coincidir amb la finalització de la construcció del telescopi Hooker, de 100 polzades (2,54 m, el més potent del món en aquella època). Les observacions fetes per Hubble el 1923 i 1924 amb aqueix telescopi van establir sense cap mena de dubte que nombroses nebuloses percebudes amb anterioritat amb telescopis menys potents no eren tals, i no formaven part de la nostra galàxia com es pensava, sinó que es tractava de galàxies diferents de la nostra Via Làctia. Hubble va poder observar estrelles individuals en el braç espiral de la galàxia d'Andròmeda i hi trobà algunes cefeides variables que li permeteren de mesurar-ne la distància i establir-ne la condició extragalàctica, amb la qual cosa hom ampliava els límits de l'univers conegut fins llavors. El 30 de desembre del 1924 va fer públic el seu descobriment. Curiosament, la idea que les nebuloses espirals observades per Hubble eren objectes extragalàctics havia estat suggerida molt abans en altres termes per Immanuel Kant, el 1755, que encunyà el terme d'universos illa per a referir-s'hi.
Posteriorment, amb la col·laboració de Milton Humason, va descobrir la relació entre la velocitat a què s'allunyen les galàxies i la distància a què es troben de nosaltres, coneguda com a llei de recessió de les galàxies, o llei de Hubble (1927-1929), evidència de l'expansió de l'univers i d'una de les més importants teories que s'han formulat per explicar-ne l'origen, la coneguda com la gran explosió o big-bang.
Entre els seus altres mèrits, Hubble ideà un sistema de classificació de les galàxies (1926) que perdura sense gaire canvis en els nostres dies. També va escriure una popular obra de divulgació, Realm of the Nebula (1936), en la qual presentava els seus descobriments.

## Llei de recessió de les galàxies
Segons la seva teoria, les galàxies s'allunyen a major velocitat les unes de les altres si estan més allunyades. És a dir, si una galàxia està situada deu vegades més lluny de la Terra que els núvols de Magallanes, aquesta s'allunyarà deu vegades més ràpid que aquests. Això significa que la velocitat de fuga per un milió de persecs de distància (1 persec = 3,25 anys llum) equival a uns 75 km per segon; gràcies a això, s'ha pogut calcular aproximadament l'origen de l'univers conegut com a big-bang, fa uns 15.000 o 20.000 milions d'anys.